# Моргантаун (Западная Виргиния)
Мо́ргантаун (англ. Morgantown) — город в штате Западная Виргиния (США). Административный центр округа Мононгейлия, региональный образовательный, коммерческий и медицинский центр. Моргантаун расположен на берегу реки Мононгахила.
Город является пятым по численности населения в штате. По подсчетам Бюро переписи населения в 2015 году население Моргантауна составляло 30 708 человек. В городе находится Университет Западной Виргинии.

## География
Согласно Бюро переписи населения США, общая площадь города — 26,2 км², из которых: 25,4 км² — земля и 0,8 км² (3,16 %) — вода. Моргантаун расположен на берегу реки Мононгахила.
Через город проходят:
- Interstate 79
- Interstate 68
- US 19 (англ. US Highway 19).
- US 119 (англ. US Highway 119).
- Дорога 7 штата Западная Виргиния[англ.].
- Дорога 100 штата Западная Виргиния[англ.].
- Дорога 705 штата Западная Виргиния[англ.].

## История
Полковник Морган поселился на берегу реки Мононгахила около 1771 года. В 1783 году на его земле был зарегистрирован город. В 1785 году Генеральная ассамблея официально утвердила создание города Морганс-Таун. Первая школа была основана в 1803 году. К 1869 году в городе были открыты академия Мононгейлия, женская академия Моргантауна и женская семинария Вудбёрн. В 1867 году был создан Сельскохозяйственный колледж Западной Виргинии. В 1886 году через город была проведена железная дорога из Фэрмонта.

## Население
По данным переписи 2010 года население Моргантауна составляло 29 660 человек (из них 53,5 % мужчин и 46,5 % женщин), в городе было 11 701 домашнее хозяйство и 3827 семей. На территории города было расположено 12 664 постройки со средней плотностью 460,3 построек на один квадратный километр суши. Расовый состав: белые — 89,7 %, афроамериканцы — 4,1, азиаты — 3,4 %, коренные американцы — 0,1 %.
Население города по возрастному диапазону по данным переписи 2010 года распределилось следующим образом: 8,2 % — жители младше 18 лет, 28,5 % — между 18 и 21 годами, 55,2 % — от 21 до 65 лет и 8,1 % — в возрасте 65 лет и старше. Средний возраст населения — 22,6 лет. На каждые 100 женщин в Моргантауне приходилось 114,9 мужчин, при этом на 100 совершеннолетних женщин приходилось уже 115,9 мужчин сопоставимого возраста.
Из 11 701 домашнее хозяйство 32,7 % представляли собой семьи: 23,1 % совместно проживающих супружеских пар (7,4 % с детьми младше 18 лет); 6,5 % — женщины, проживающие без мужей и 3,1 % — мужчины, проживающие без жён. 67,3 % не имели семьи. В среднем домашнее хозяйство ведут 2,05 человека, а средний размер семьи — 2,71 человека. В одиночестве проживали 36,6 % населения, 7,1 % составляли одинокие пожилые люди (старше 65 лет).

## Экономика
В 2014 году из 27 938 человека старше 16 лет имели работу 13 728. При этом мужчины имели медианный доход в 38 397 долларов США в год против 38 742 долларов среднегодового дохода у женщин. В 2014 году медианный доход на семью оценивался в 70 271 $, на домашнее хозяйство — в 34 090 $. Доход на душу населения — 22 101 $ в год.